# Onan Ganjang (plaats)
Onan Ganjang is een bestuurslaag in het regentschap Humbang Hasundutan van de provincie Noord-Sumatra, Indonesië. Onan Ganjang telt 1374 inwoners (volkstelling 2010).